# Hemiculter
Hemiculter és un gènere de peixos de la família dels ciprínids i de l'ordre dels cipriniformes.

## Taxonomia
- Hemiculter bleekeri (Warpachowski, 1887)
- Hemiculter elongatus (Nguyen & Ngo, 2001)[2]
- Hemiculter krempfi (Pellegrin & Chevey, 1938)
- Hemiculter leucisculus (Basilewsky, 1855)[3]
- Hemiculter lucidus (Dybowski, 1872)
- Hemiculter songhongensis (Nguyen & Nguyen, 2001)[2]
- Hemiculter tchangi (Fang, 1942)[4][5][6][7][8][9]